# Stazione di Coburgo
La stazione di Coburgo è la stazione ferroviaria della città tedesca di Coburgo.